# Pavel Tauchen
Pavel Tauchen (1966 – 12. listopadu 2009) byl český recidivista, mnohokrát trestaný za loupeže. Proslavil se svým útěkem, kdy jej osvobodila jeho manželka.

## Před útěkem
Tauchen byl v minulosti několikrát soudně trestán. Poprvé utekl v roce 1999, tentýž rok však byl zatčen a postřelen. V důsledku toho ochrnul na levou ruku. Dne 2. listopadu 2009 byl spolu s Pavlem Kočovským odsouzen na pět let vězení za vykrádání trezorů pomocí výbušnin. Propuštěn měl být v roce 2014.

## Útěk
Dne 10. listopadu 2009 byl Tauchen na vyšetření v nemocnici v Plzni. Doprovázela ho ozbrojená eskorta. Před nemocnicí je však překvapila Tauchenova manželka Dagmar, která se zbraní osvobodila svého manžela a odjela s ním v autě. Po páru bylo vyhlášeno celostátní pátrání. Některá média dala uprchlíkům přezdívku Čeští Bonnie a Clyde. Po páru začal pátrat i Interpol.
Dne 11. listopadu byli manželé nalezeni ve vesnici Hajany. Zde se strhla přestřelka, po níž Tauchen spáchal sebevraždu zastřelením. Jeho manželka byla postřelena a 29. června 2010 byla odsouzena za osvobození vězně na podmínku.
Zprvu se spekulovalo, že Tauchen byl zastřelen policisty, to bylo nakonec vyvráceno.